# 莱塞米特
莱塞米特（法語：Les Hermites，法語發音：[le.z‿ɛʁmit] ⓘ）是法国安德尔-卢瓦尔省的一个市镇，位于该省东北部，属于图尔区。

## 地理
莱塞米特（47°39'52"N, 0°45'10"E）面积32.6 平方千米，位于法国中央-卢瓦尔河谷大区安德尔-卢瓦尔省，该省份为法国中西部省份，北起萨尔特省、东北接卢瓦-谢尔省，东南接安德尔省，南至维埃纳省，西临曼恩-卢瓦尔省。
与莱塞米特接壤的市镇（或旧市镇、城区）包括：莱艾、代姆河畔舍米耶、拉费里耶尔、蒙特鲁沃、马赖、蒙托东、圣马丹德布瓦。

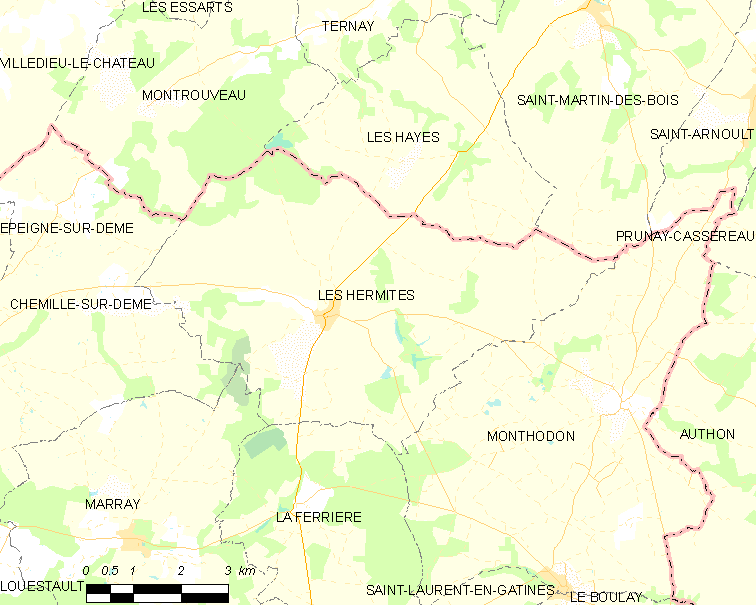
莱塞米特的OSM定位图

莱塞米特的时区为UTC+01:00、UTC+02:00（夏令时）。

## 行政
莱塞米特的邮政编码为37110，INSEE市镇编码为37116。

## 政治
莱塞米特所属的省级选区为雷诺堡县。

## 人口

1962-2008年间莱塞米特人口变化图示

莱塞米特于2022年1月1日时的人口数量为573人。